# Пагода Пагорб тигра
Пагода Пагорб тигра, пагода Юнян, пагода Храму Хмарних скель (кит.: 云岩寺塔; піньїнь: Yún yán sì tǎ або кит.: 虎丘塔; піньїнь: Hŭ qiū tǎ, англ. Tiger Hill Pagoda) — пагода, що знаходиться на однойменному пагорбі Тигра у місті Сучжоу провінції Цзянсу у Китаї.
Тигровий пагорб знаходиться на північно-західній околиці міста Сучжоу. Його в Китаї часто називають Пагорбом бурхливого моря. Висота пагорба складає 36 м, а площа близько 1,4 га. На вершині пагорба і знаходиться багатоярусна пагода, заввишки близько 48 м. Вага будівлі становить близько 7000 т. Це найстаріша пагода в околицях Сучжоу і символ міста. Її будівництво в 907 році, під час періоду П'яти династій, в той час, коли в Сучжоу був під владою королівства Уюе. Було завершено на другий рік правління Тайцзу з династії Північна Сун, (961 р).
Пагода побудована на місці колишньої дерев'яної пагоди і являє собою семиповерхову будівлю у формі октаедра з чорної цегли. Всередині неї немає кам'яних сходів, тільки мотузкові, піднятися на неї сьогодні не можна. Її часто називають Китайської падаючою вежею. За останні 400 років її фундамент осів і вона придбала нахил в північно-західному напрямку, відхилившись від центральної осі на 2,34 м. Пагода нахиляється, бо половина фундаменту знаходиться на скелі, а інша половина на м'якому ґрунті. У 1957 році були зроблені зусилля, щоб стабілізувати пагоду і запобігти подальшому нахилу. Також під фундамент закачували бетон, щоб створити міцну основу.
У процесі армування був знайдений похоронений камінь з буддійськими писаннями. На ньому був напис, що зазначив дату завершення пагоди в сімнадцятий день дванадцятого місяця другого року ери Jianlong (961 рік).